# August Lehmann
Karl Friedrich August Lehmann, född den 16 april 1843 i Zossen, död den 8 april 1893 i Berlin, var en tysk stenograf.
Lehmann var ursprungligen skomakare, men ägnade sig sedan 1875 uteslutande åt stenografin.